# Tetreuaresta heringi
Tetreuaresta heringi är en tvåvingeart som beskrevs av Allen L.Norrbom 1999. Tetreuaresta heringi ingår i släktet Tetreuaresta och familjen borrflugor.
Artens utbredningsområde är Colombia. Inga underarter finns listade i Catalogue of Life.